# 满都拉镇
满都拉镇，是中华人民共和国内蒙古自治区包头市达尔罕茂明安联合旗下辖的一个乡镇级行政单位。

## 行政区划
满都拉镇下辖以下地区：
巴音哈拉嘎查和额尔登敖包嘎查。

## 交通
- 331国道过境。